# Norra Öretjärnen, Värmland
Norra Öretjärnen är en sjö i Hagfors kommun i Värmland och ingår i Göta älvs huvudavrinningsområde. Sjön är 14 meter djup, har en yta på 0,04 kvadratkilometer och befinner sig 273 meter över havet.